# FC Schötz
Der FC Schötz ist ein Schweizer Fussballverein aus der Gemeinde Schötz im Kanton Luzern. Der Verein spielt aktuell in der 1. Liga Classic, der vierthöchsten Spielklasse der Schweiz.

## Geschichte
Der im Jahr 1927 gegründete Verein stieg 1962 zum ersten Mal in die viertklassige 2. Liga auf. In dieser Liga konnte sich die Mannschaft allerdings nicht lange halten und stieg wieder ab. 1981 und 1986 gelang zwei weitere Male der Aufstieg in die vierthöchste Liga. Im Schweizer Cup der Saison 1995/96 qualifizierte sich der FC Schötz nach einem 2:0-Sieg im Achtelfinal über den FC Schaffhausen überraschend für den Viertelfinal. Nach einer torlosen Verlängerung unterlag Schötz erst im Elfmeterschiessen gegen den Nationalliga-A-Verein FC St. Gallen.
In derselben Saison 1995/96 stieg der Verein zudem erstmals in die drittklassige 1. Liga auf. In den folgenden Jahren scheiterte er mehrmals nur knapp am erstmaligen Aufstieg in die Nationalliga B. Nach der Saison 2005/06 wurde der Ligaerhalt nicht geschafft, und der Verein stieg in die viertklassige 2. Liga interregional ab. Nur ein Jahr später konnte der Wiederaufstieg gefeiert werden. In der Saison 2008/09 erreichte der Club den dritten Platz in der Gruppe 3 der 1. Liga, womit er an den Aufstiegsspielen zur Challenge League teilnehmen konnte. In der Qualifikationsrunde besiegte er den Étoile Carouge FC, verlor aber in der Finalrunde gegen den SC Kriens und verpasste den Aufstieg. Im Schweizer Cup 2009/10 verlor die Mannschaft in der ersten Runde mit 2:3 gegen den Super-League-Vertreter FC Luzern. In der Saison 2023/24 erreichte der Club in der viertklassigen 1. Liga Classic den 1. Rang der Gruppe 2 und konnte damit wiederum an den Aufstiegsspielen teilnehmen. Dort gewann er in der Qualifikationsrunde gegen den FC Sion M-21, verlor jedoch in der Finalrunde gegen den FC Vevey-Sports und verbleibt damit in der 1. Liga.

## Stadion
Der FC Schötz trägt seine Heimspiele im Sportplatz Wissenhusen aus. Die Kapazität beträgt 1'300 Zuschauer, wovon 300 Sitzplätze und 1'000 Stehplätze sind. Die Anlage wurde 2002 neu erbaut, nachdem die alte Spielstätte abgerissen worden war. Das Hauptspielfeld besteht aus Naturrasen. Seit Oktober 2014 steht ein Kunstrasenfeld zur Verfügung, auf welchem auch 1.-Liga-Spiele ausgetragen werden könnten.

## Spieler
- Roland Bättig (1989–1997) Jugend, (1997–1999, 2000–2001)
- Thomas Häberli (1997–1999)
- Burim Kukeli (2005–2008)